# Scoteanax rueppellii
Scoteanax rueppellii (Peters, 1866) è un pipistrello della famiglia dei Vespertilionidi, unica specie del genere Scoteanax (Troughton, 1943), diffuso in Australia.

## Descrizione

### Dimensioni
Pipistrello di piccole dimensioni, con la lunghezza della testa e del corpo tra 63 e 73 mm, la lunghezza dell'avambraccio tra 51 e 56 mm, la lunghezza della coda tra 44 e 58 mm, la lunghezza delle orecchie tra 16 e 18 mm e un peso fino a 35 g.

### Caratteristiche craniche e dentarie
Il cranio è lungo, stretto con una cresta sagittale ben pronunciata. Il rostro è corto e leggermente più basso della scatola cranica. Gli incisivi inferiori sono trifidi e tutti delle stesse dimensioni. Il secondo premolare inferiore è relativamente piccolo.
Sono caratterizzati dalla seguente formula dentaria:

### Aspetto
Le parti superiori variano dal color nocciola al bruno-cannella. La fronte ed il muso sono più chiare. Le parti inferiori sono fulvo-olivastre. Le labbra sono bruno-nerastre. La testa è larga mentre il muso è corto e squadrato. Le orecchie sono triangolari, ben separate tra loro, con la punta leggermente arrotondata e bruno-nerastre. Il trago è triangolare. Le membrane alari sono bruno-nerastre ed attaccate posteriormente sul quinto dito del piede. La lunga coda è inclusa completamente nell'ampio uropatagio. Il calcar è lungo.

## Biologia

### Comportamento
Si rifugia nelle cavità degli alberi, sotto le cortecce esfoliate, nei crepacci e talvolta nei soffitti di vecchi edifici. L'attività predatoria inizia dopo il tramonto. Vola lentamente e in maniera lineare a circa 3-6 metri dal suolo.

### Alimentazione
Si nutre di scarafaggi e altri grossi insetti non volanti.

### Riproduzione
Le femmine danno alla luce un piccolo solitamente a gennaio.

## Distribuzione e habitat
Questa specie è diffusa lungo le coste orientali del Queensland, Nuovo Galles del Sud e Victoria.
Vive nelle foreste umide tropicali, boschi di sclerofille umidi e secchi e in foreste di eucalipti fino a 500 metri di altitudine.

## Conservazione
La IUCN Red List, considerato il vasto areale e la popolazione presumibilmente numerosa, classifica S.rueppellii come specie a rischio minimo (Least Concern)).